# Lipotriches bicarinata
Lipotriches bicarinata är en biart som först beskrevs av Cameron 1903.  Lipotriches bicarinata ingår i släktet Lipotriches och familjen vägbin. Inga underarter finns listade i Catalogue of Life.